# Czotyrboky (stacja kolejowa)
Czotyrboky (ukr. Чотирбоки) – stacja kolejowa w miejscowości Czotyrboky, w rejonie szepetowskim, w obwodzie chmielnickim, na Ukrainie. Położona jest na linii Szepetówka – Starokonstantynów.
Stacja istniała w okresie międzywojennym.

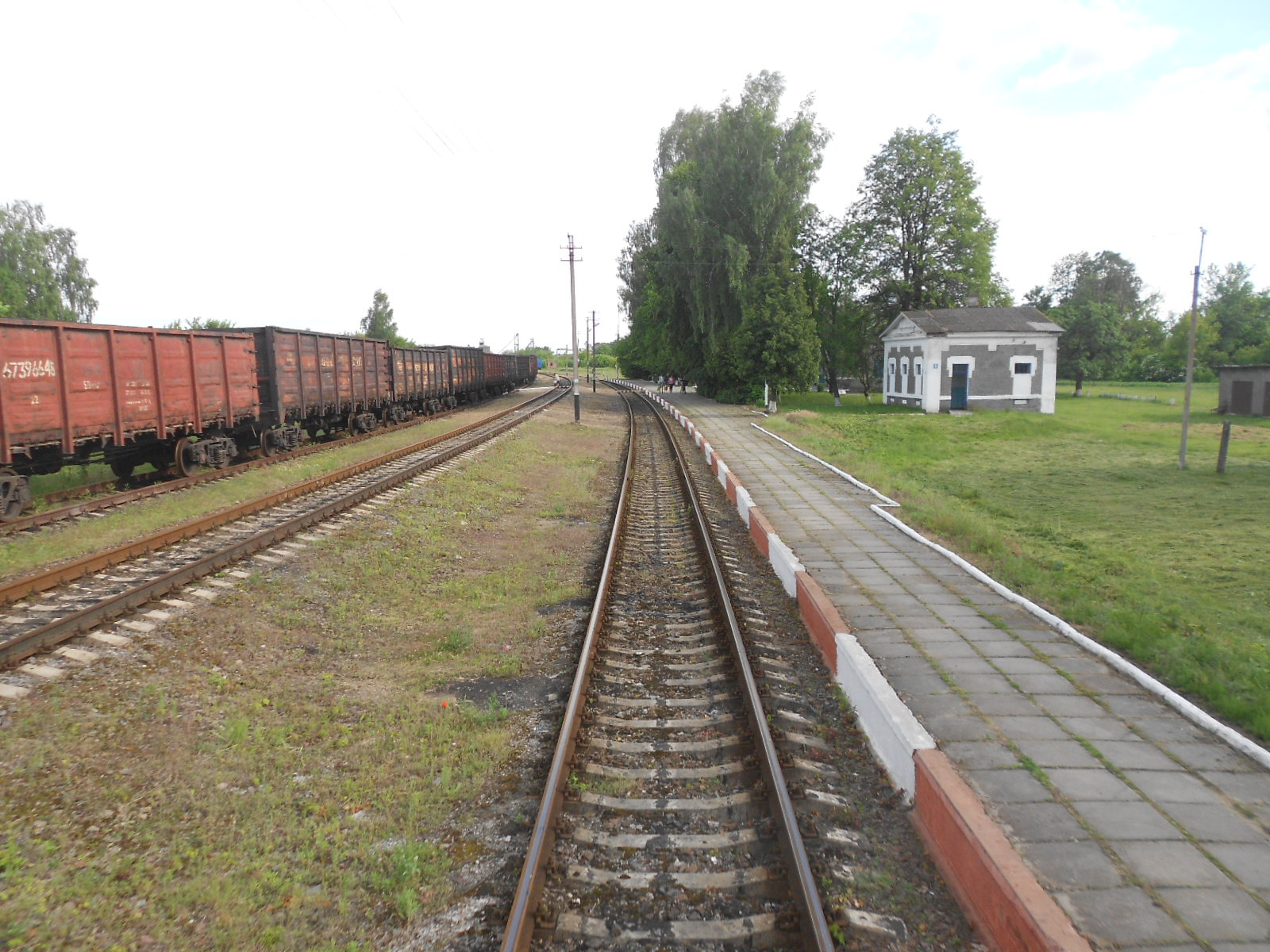
widok w stronę Starokonstantynowa